# Річібакто 15
Річібакто 15 (англ. Richibucto 15) — індіанська резервація в Канаді, у провінції Нью-Брансвік, у межах графства Кент.

## Населення
За даними перепису 2016 року, індіанська резервація нараховувала 1937 осіб, показавши скорочення на 2,4%, порівняно з 2011-м роком. Середня густина населення становила 159,8 осіб/км².
З офіційних мов обидвома одночасно володіли 70 жителів, тільки англійською — 1 860, а 5 — жодною з них. Усього 1105 осіб вважали рідною мовою не одну з офіційних, з них 1 100 — одну з корінних мов.
Працездатне населення становило 50% усього населення, рівень безробіття — 39,3%.
Середній дохід на особу становив $22 232 (медіана $17 216), при цьому для чоловіків — $23 523, а для жінок $21 098 (медіани — $20 160 та $15 872 відповідно).
24,3% мешканців мали закінчену шкільну освіту, не мали закінченої шкільної освіти — 34,3%, 41,1% мали післяшкільну освіту, з яких 14,8% мали диплом бакалавра, або вищий.
| Статево-вікова структура населення | Статево-вікова структура населення | Статево-вікова структура населення | Статево-вікова структура населення | Статево-вікова структура населення |
| ---------------------------------- | ---------------------------------- | ---------------------------------- | ---------------------------------- | ---------------------------------- |
|                                    |                                    |                                    |                                    |                                    |
| Всього                             | Всього                             | 49,0%51,0%                         |                                    |                                    |
| 0 — 14 років                       | 0 — 14 років                       |                                    | 27,6%                              | 27,6%                              |
| 15 — 64 років                      | 15 — 64 років                      |                                    | 65,5%                              | 65,5%                              |
| 65 і більше                        | 65 і більше                        |                                    | 7%                                 | 7%                                 |
| 85 і більше                        | 85 і більше                        |                                    | 0,3%                               | 0,3%                               |
| Середній вік (років)               | Середній вік (років)               | 30,432,8                           | 31,6                               | 31,6                               |
| Медіана (років)                    | Медіана (років)                    | 26,431,2                           | 28,1                               | 28,1                               |
| — чоловіки — жінки                 |                                    |                                    |                                    |                                    |

| Походження мешканців:     | Походження мешканців:     | Походження мешканців: | Походження мешканців: | Походження мешканців: |
| ------------------------- | ------------------------- | --------------------- | --------------------- | --------------------- |
| Походження                |                           |                       | осіб                  | %                     |
| Корінні американці        | Корінні американці        |                       | 1 875                 | 96.9%                 |
| Інше північноамериканське | Інше північноамериканське |                       | 40                    | 2.07%                 |
| Європейське               | Європейське               |                       | 135                   | 6.98%                 |
| британське                | британське                |                       | 75                    | 3.88%                 |
| французьке                | французьке                |                       | 65                    | 3.36%                 |
| Латинськоамериканське     | Латинськоамериканське     |                       | 10                    | 0.52%                 |

## Клімат
Середня річна температура становить 5°C, середня максимальна – 23,1°C, а середня мінімальна – -15,6°C. Середня річна кількість опадів – 1 196 мм.
| Клімат поселення                              | Клімат поселення | Клімат поселення | Клімат поселення | Клімат поселення | Клімат поселення | Клімат поселення | Клімат поселення | Клімат поселення | Клімат поселення | Клімат поселення | Клімат поселення | Клімат поселення | Клімат поселення |
| Показник                                      | Січ.             | Лют.             | Бер.             | Квіт.            | Трав.            | Черв.            | Лип.             | Серп.            | Вер.             | Жовт.            | Лист.            | Груд.            |                  |
| Середній максимум, °C                         | −3,62            | −2,44            | 2,80             | 8,88             | 15,53            | 21,15            | 23,12            | 22,17            | 17,31            | 11,44            | 5,47             | −2               |                  |
| Середня температура, °C                       | −9,62            | −8,42            | −3,2             | 2,89             | 9,53             | 15,14            | 19,13            | 18,17            | 13,32            | 7,44             | 1,46             | −6,03            |                  |
| Середній мінімум, °C                          | −15,63           | −14,45           | −9,2             | −3,13            | 3,53             | 9,14             | 15,14            | 14,16            | 9,32             | 3,42             | −2,54            | −10,03           |                  |
| Норма опадів, мм                              | 116              | 89               | 106              | 98               | 104              | 89               | 107              | 86               | 87               | 95               | 110              | 109              |                  |
| Середньомісячна швидкість вітру, м/с          | 4.74             | 4.59             | 4.74             | 4.58             | 4.24             | 3.82             | 3.48             | 3.44             | 3.77             | 4.24             | 4.48             | 4.76             |                  |
| Середньомісячна сонячна радіація, кДж/м²·день | 5203             | 8583             | 12298            | 15230            | 18185            | 20300            | 19936            | 17505            | 13057            | 8225             | 4823             | 3971             |                  |
| --------------------------------------------- | ---------------- | ---------------- | ---------------- | ---------------- | ---------------- | ---------------- | ---------------- | ---------------- | ---------------- | ---------------- | ---------------- | ---------------- | ---------------- |
| Джерело:                                      |                  |                  |                  |                  |                  |                  |                  |                  |                  |                  |                  |                  |                  |